# 1906-os Grand Prix-szezon
Az 1906-os Grand Prix-szezon volt a Grand Prix-versenyzés első szezonja. A legelső nagydíjat a magyar származású Szisz Ferenc nyerte.

## Nagydíjak

### Grandes Épreuves
| Verseny         | Helyszín | Időpont      | Győztes versenyző | Győztes konstruktőr | Összefoglaló |
| --------------- | -------- | ------------ | ----------------- | ------------------- | ------------ |
| francia nagydíj | Le Mans  | Június 26–27 | Szisz Ferenc      | Renault             | Összefoglaló |

### Más nagydíjak
| Verseny                     | Helyszín    | Időpont        | Győztes versenyző | Győztes konstruktőr | Összefoglaló |
| --------------------------- | ----------- | -------------- | ----------------- | ------------------- | ------------ |
| kubai nagydíj               | Havanna     | Február 12.    | Victor Demogeot   | Darracq             | Összefoglaló |
| Targa Florio                | Madonie     | Május 6.       | Alessandro Cagno  | Itala               | Összefoglaló |
| Ardenneki verseny           | Bastogne    | Augusztus 13.  | Arthur Duray      | de Dietrich         | Összefoglaló |
| Vanderbilt kieséses verseny | Long Island | Szeptember 22. | Joe Tracy         | Locomobile          | Összefoglaló |
| Vanderbilt-kupa             | Long Island | Október 6.     | Louis Wagner      | Darracq             | Összefoglaló |